# Храм із Тафіса
Храм із Тафіса — невеликий (650 на 800 см) елліністичний храм з піщаника, який був у 1971 році перевезений з Єгипту в Лейден і встановлений в новозбудованому єгипетському крилі Державного музею старожитностей. Походить з римської фортеці Тафіс. Переданий єгипетською владою Нідерландам у подяку за допомогу в збереженні стародавніх пам'ятників Нубії від затоплення водами озера Насер при будівництві Асуанської греблі.

## Джерело
- Державний музей старожитностей. Стаття з The Burlington Magazine (1979)